# Верейки (Гродненская область)
Верейки (бел. Вярэйкі) — агрогородок в Волковысском районе Гродненской области Белоруссии. Административный центр Верейковского сельсовета. Население 984 человека (2009).

## География
Посёлок находится близ границы с Берестовицким районом в 14 км к северо-востоку от посёлка Большая Берестовица и в 20 км к северо-западу от Волковыска. Верейки стоят на небольшом притоке реки Веретейки, в селе есть запруда. Через Верейки проходит автодорога Р38 (Волковыск-Олекшицы).

## История
В 1789 году в Верейках основан католический приход и построен деревянный костёл.
В результате третьего раздела Речи Посполитой (1795) Верейки оказались в составе Российской империи, в Гродненском уезде. В 1796 году Верейки принадлежали Теодору Биспингу. В 1836 году — деревня, насчитывавшая 12 дворов и 123 жителя.
В 1830-е годы возведено каменное здание католического храма Девы Марии в стиле классицизм. После подавления восстания 1863 года в 1865 году храм был передан православным.
В 1914 году деревня насчитывала 32 двора, 211 жителей. По Рижскому мирному договору (1921 года) Верейки попали в состав межвоенной Польской Республики, входили в Гродненский повет. Храм Девы Марии был возвращён католикам.
В 1939 году Верейки вошли в состав БССР, с 15 января 1940 года — центр сельсовета. Во время Великой Отечественной войны с июня 1941 по июль 1944 года находилась под немецкой оккупацией. C 1952 по 1990 год католический храм был закрыт.

## Достопримечательности
- Католический храм Девы Марии, 1830-е годы
  - Отдельно стоящая колокольня храма — современная, построена около 1996 года
- Мемориальный крест в память А. Светчина, XIX в.
- Усадьба, XIX в.
  - Усадебный дом
  - Хозпостройка
  - Фрагменты парка
- Православная церковь, 1996 год
- Католическая часовня, 1930-е годы[2]